# Баста+
«Баста+» — сборник российского рэпера Басты, выпущенный 15 июля 2013 на лейбле Gazgolder. В альбом вошли совместные композиции с другими исполнителями, записанные с 2007 по 2013 и невошедшие ранее в студийные альбомы Басты. Дата релиза была анонсирована за несколько дней до выхода сборника.

## Коммерческий прием
По итогам первой недели цифровых продаж (с 15 по 21 июля) альбом занял первое место в российском iTunes Store. По итогам второй и третьей недель продаж — второе. Альбом оставался в Топ-10 более месяца.

## Список композиций
| №                   | Название                                             | Текст песни                              | Музыка              | Длительность |
| ------------------- | ---------------------------------------------------- | ---------------------------------------- | ------------------- | ------------ |
| 1.                  | «Интро»                                              | Баста                                    | Баста               | 1:25         |
| 2.                  | «Надежда.ру» (Смоки Мо, Словетский)                  | Баста, Смоки Мо, Словетский              | Баста               | 5:20         |
| 3.                  | «Всем берегам» (Centr)                               | Баста, Guf, Птаха, Slim                  | Баста               | 5:03         |
| 4.                  | «Город дорог» (Centr)                                | Баста, Птаха, Slim, Guf                  | Slim                | 4:28         |
| 5.                  | «Ближе» (Krec & Check)                               | Баста, Check, Fuze                       | Marat               | 4:26         |
| 6.                  | «Мой стиль» (ST)                                     | Баста, ST                                | Баста               | 4:15         |
| 7.                  | «На что ведутся дамы» (Муза Скат)                    | Баста, Муза Скат                         | Муза Скат           | 6:24         |
| 8.                  | «Холодный мир» (Лион)                                | Баста, Лион                              | Лион                | 4:21         |
| 9.                  | «Жизнь как огонь» (Marselle)                         | Баста, L'One, Nel                        | Nel                 | 4:32         |
| 10.                 | «Весь этот мир» (Песочные люди)                      | Баста, Жара, Псих                        | Никита Прометей     | 4:20         |
| 11.                 | «Просто верь» (Витёк, Тати)                          | Баста, Витёк, Тати                       | Баста               | 4:33         |
| 12.                 | «Здрасьте» (Гига)                                    | Баста, Гига                              | Ки4я Records        | 3:37         |
| 13.                 | «Ангел» (Кажэ Обойма)                                | Баста, Кажэ Обойма                       | Marat               | 3:18         |
| 14.                 | «Круто верить в чудеса» (АК-47)                      | Баста, Витя АК, Макси АК                 | Баста, Витя АК      | 3:23         |
| 15.                 | «Один» (Смоки Мо)                                    | Баста, Смоки Мо                          | Баста               | 4:54         |
| 16.                 | «Свобода» (Словетский, Смоки Мо, Тати, Новик, Билли) | Баста, Словетский, Смоки Мо, Билли, Тати | Лион                | 6:36         |
| 17.                 | «Всем нашим братьям»                                 | Баста                                    | Баста               | 5:55         |
| Общая длительность: | Общая длительность:                                  | Общая длительность:                      | Общая длительность: | 76:59        |

## Интересные факты
В 2008 Баста с группой CENTR получили премию MTV Russia Music Awards за лучший Хип-Хоп проект с песней Город дорог.